# 馬平 (漢朝)
马平，字子硕，东汉名将马援后裔，曾任天水兰干尉。后失官，留居陇西，与羌人一同居住。他家贫无妻，遂娶羌女，生子马腾。
罗贯中历史小说《三国演义》作马肃，且有一子为马岱之父且年长于马腾。

## 家族

### 父族
- 馬援：先祖，「馬伏波」，東漢名將。

### 親族
- 馬融
- 馬日磾

### 子嗣
- 馬騰：嫡子。
- 馬超：嫡孫，馬騰長子。
- 馬休：孫子，馬騰子。
- 馬鐵：孫子，馬騰子。
- 馬岱：孫輩。
- 馬秋：曾孫，馬超子。
- 馬承：曾孫，馬超子。
- 馬氏：曾孫女，嫁劉理。